# François Hamelin
François Hamelin (Lévis, 18 december 1986) is een Canadees shorttracker.
In 2010 werd Hamelin olympisch kampioen op de relay in eigen land. Hij is de jongere broer van Charles Hamelin.

## Resultaten

### Olympische Winterspelen
| Jaar | Plaats      | Resultaten        |
| ---- | ----------- | ----------------- |
| 2010 | Vancouver   | relay 5e 1000m    |
| 2014 | Sotsji      | 6e relay 9e 1000m |
| 2018 | Pyeongchang | relay             |

### Wereldkampioenschappen
| Jaar | Plaats     | Resultaten |
| ---- | ---------- | ---------- |
| 2008 | Gangneung  | relay      |
| 2008 | Harbin     | team       |
| 2009 | Heerenveen | team       |
| 2010 | Sofia      | 500 m      |
| 2010 | Bormio     | team       |
| 2011 | Sheffield  | relay      |
| 2011 | Warschau   | team       |

1992: Kim, Lee, Mo, Song ·
1994: Carnino, Fagone, Herrnhof, Vuillermin ·
1998: Bédard, Campbell, Drolet, Gagnon ·
2002: Bédard, Gagnon, Guilmette, Tremblay, Turcotte ·
2006: Ahn, Lee, Seo, Song ·
2010: Bastille, Ch. Hamelin, F. Hamelin, Jean, Tremblay ·
2014: An, Grigorev, Jelistratov, Zacharov ·
2018: S. Liu, S.S. Liu, Knoch, Burján ·
2022: Ch. Hamelin, Dubois, Pierre-Gilles, Dion